# Ramalina farinacea

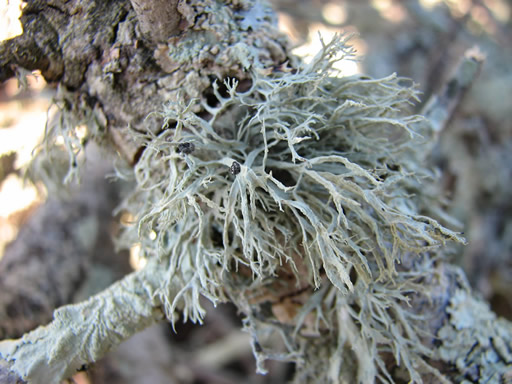

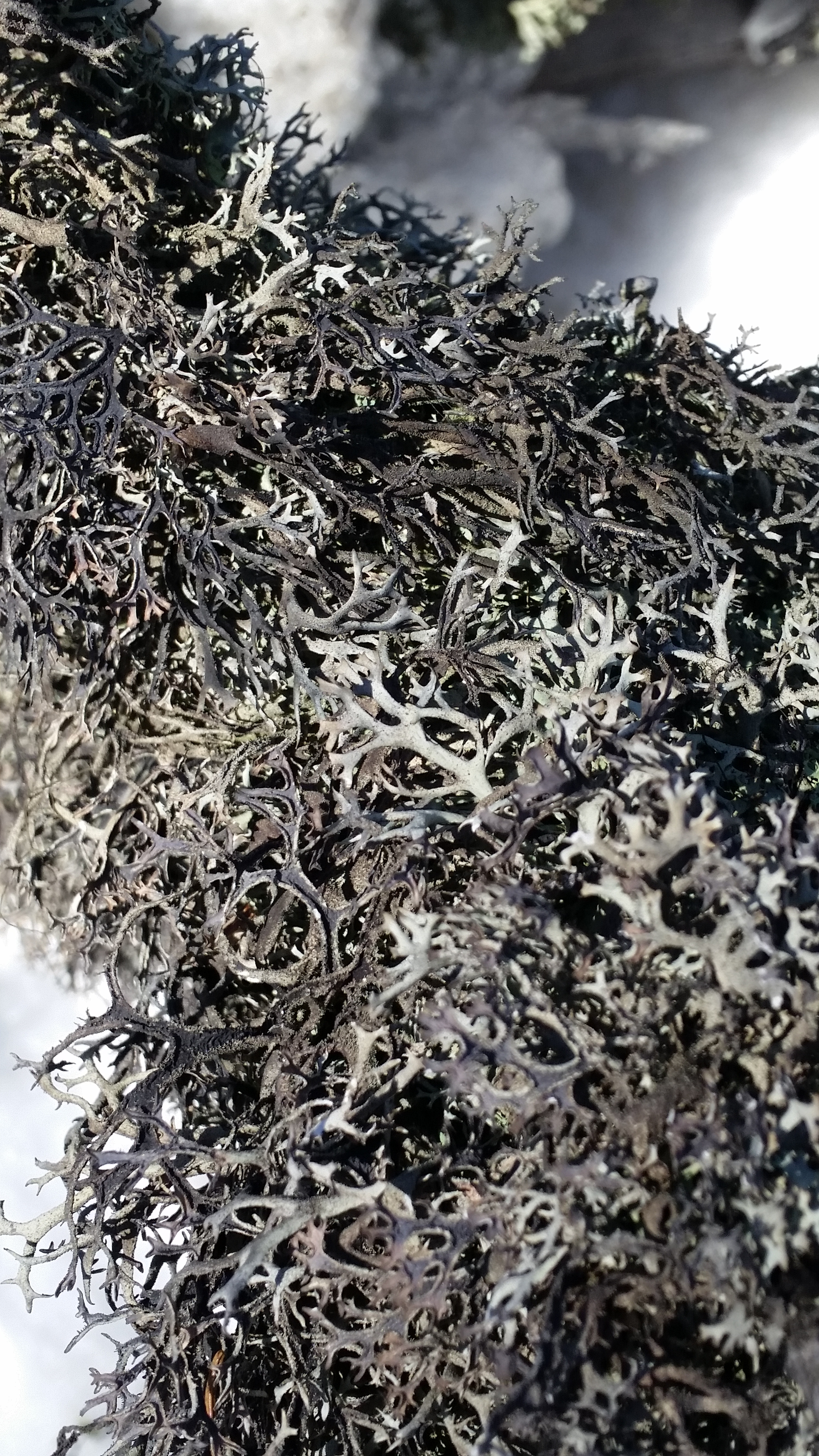

A Ramalina farinacea a zuzmók egyik faja.

## Előfordulása
A Ramalina farinacea Európa területén gyakori zuzmó faj.

## Megjelenése
A telep keskeny, szalag alakú, lecsüngő vagy az aljzattól elálló, 3-10 centiméter hosszú, 0,5-3 milliméter széles, hálózatosan hosszbarázdás. Az alsó teleprészek laposak, villásan elágazók. Színük szürkészöld, fehéreszöld vagy szalmasárgás, fénylő sallangokkal. A szorédiumok a sallangok szélén helyezkednek el. A felső kéreg megvastagodott. A spórák egysejtűek, színtelenek és gömb alakúak. Apotéciumok ritkán fejlődnek, végállók vagy a sallangok oldalán helyezkednek el. Összetéveszthető a Ramalina pollinariá-val, annak szorédiumai azonban jellegzetesen a sallangok végén és felületén sűrűn, egymásba folyva helyezkednek el, telepe felegyenesedő, és a sallangok a végükön kiszélesednek és finoman szeldeltek. A fajcsoport változatos alakú, a zuzmók felső kérge gyakran léc alakú, hosszanti kiemelkedésekkel bordázott.

## Életmódja
A Ramalina farinacea lomb- és tűlevelű fákon él.